# Дејан Дамјановић
Дејан Дамјановић (Мостар, 27. јул 1981) је бивши црногорски фудбалер. Играо је на позицији нападача.

## Успеси
Раднички Београд
- Друга лига Србије и Црне Горе - Север  (1) : 2003/04.[4]

 Бежанија
- Друга лига Србије и Црне Горе  (1) : 2005/06.[5]

Сеул
- Прва лига Јужне Кореје (3) : 2010,[6] 2012,[7] 2016.[8]
- Лига куп Јужне Кореје  (1) : 2010.[9]
- Куп Јужне Кореје: (финале: 2016)[10]
- АФК Лига шампиона: (финале: 2013)[11]

Сувон блувингс
- Куп Јужне Кореје  (1) : 2019.[12]

Китчи
- Премијер лига Хонг Конга  (2) : 2020/21,[13] 2022/23.[14]
- ФА куп Хонг Конга  (1) : 2022/23.[15]
- Сениор шилд  (1) : 2022/23.[16]

Појединачни
- Играч године у Јужној Кореји: 2010.[17]
- Играч године у Јужној Кореји од стране навијача: 2012.[18]
- Најбољи стрелац Прве лиге Јужне Кореје: 2011,[19] 2012,[18] 2013.[20]
- Идеални тим Прве лиге Јужне Кореје: 2010,[21] 2011,[19] 2012,[18] 2013.[20]
- Најкориснији играч Прве лиге Јужне Кореје: 2012.[18]
- Најбољи стрелац Лига купа Јужне Кореје: 2010.[22]
- Идеални тим АФК Лиге шампиона: 2013.[23]
- Ол-стар тим АФК Лиге шампиона: 2016,[24] 2018.[25]
- Најбољи стрелац у историји АФК Лиге шампиона[26]
- Најбољи стрелац Премијер лиге Хонг Конга: 2020/21,[27] 2022/23.[28]